# Gladys Maestre
Gladys E. Maestre es una neurocientífica nacida en Venezuela. Actualmente es profesora en los Departamentos de Neurociencias y Genética Humana de la Escuela de Medicina de la Universidad de Texas de El Valle del Río Grande (UTRGV), Brownsville, Texas, Estados Unidos. La Dra. Maestre también es directora del Centro de Recursos para la Investigación del Envejecimiento de las Minorías y de la Enfermedad de Alzheimer (AD-RCMAR en UTRGV).

## Educación
La Dra. Maestre comenzó su educación en su país natal Venezuela, obteniendo su título de secundaria en el colegioSan Vicente de Paúl en Maracaibo. En 1989, obtuvo el título de Médico Cirujano de la Facultad de Medicina de la Universidad del Zulia. La Dra. Maestre realizó estudios postdoctorales en el Departamento de Psiquiatría de la Escuela de Medicina de Harvard. Su siguiente paso fue al Departamento de Patología y al Centro de Neurobiología y Comportamiento de la Universidad de Columbia en Nueva York, donde obtuvo su Ph.D. en 1996. Su investigación doctoral se centró en la influencia de la genética en la salud mental y las enfermedades de la memoria, demostrando que la presencia del alelo Ԑ4 del gen de la apolipoproteína E está relacionado con el riesgo de enfermedad de Alzheimer.

## Carrera
La Dra. Maestre inició su carrera académica en la Universidad del Zulia, donde impartió clases de Psiquiatría y Neurociencias desde 1992 hasta 2014. Formó a más de 200 estudiantes, quienes ahora enseñan o investigan en muchos países, y se desempeñó como directora del Laboratorio de Neurociencias del Instituto de investigaciones Biológicas de la escuela de Medicina de la Universidad del Zulia. En 2011, se convirtió en profesora visitante e investigadora científica asociada de psiquiatría y neurología en el Centro GH Sergievsky de la Universidad de Columbia. En 2014, recibió el título de Profesora Emérita de la Universidad del Zulia. Actualmente ella es profesora de Neurociencias y Genética Humana en la Escuela de Medicina de la Universidad de Texas Valle del Río Grande (UTRGV). Como directora del Centro de Recursos para la Investigación del Envejecimiento de las Minorías y de la Enferdad de Alzheimer (AD-RCMAR en UTRGV). La doctora Maestre brinda apoyo, educación y orientación a los cuidadores de personas con la enfermedad de Alzheimer y otras formas de demencia.
A lo largo de su carrera, la doctora Maestre ha liderado iniciativas internacionales para desarrollar la capacidad de investigación y servicios dirigidos a mejorar la prevención y el tratamiento de la demencia y otras enfermedades relacionadas con la edad, especialmente en poblaciones desatendidas en países de bajos y medianos ingresos (LMIC). Por ejemplo, se ha desempeñado en comités de programas de formación de la Society for Neuroscience y Women in World Neuroscience. Tras el Terremoto de Haití de 2010, la Dra. Maestre pasó un tiempo en Haití bajo los auspicios de la Academia Nacional de Ciencias (National Academy of Sciences) y la Organización Internacional de Investigación del Cerebro (International Brain Research Organization), promoviendo la conciencia de la importancia de abordar los problemas mentales relacionados con los desastres.

## Investigación
Desde 1997, la doctora Maestre ha dirigido el Estudio de Envejecimiento de Maracaibo (MAS, por sus siglas en inglés Maracaibo Aging Study), un estudio longitudinal de tipo poblacional dedicado a estudiar las enfermedades relacionadas con la edad. Antes de este estudio, no existían estudios poblacionales longitudinales de demencia u otras enfermedades comunes en adultos mayores en América Latina y el Caribe. Gracias a la colaboración entre investigadores, personal médico y técnicos, el MAS ha investigado las relaciones entre la función cognitiva y cardiovascular, la composición genética y el estilo de vida, así como las interacciones gen-ambiente. Entre los hallazgos más importantes se encuentra que la frecuencia de la demencia en sujetos menores 65 años de edad fue mayor que en residentes de Estados Unidos del mismo grupo de edades, lo que indica un inicio más temprano de la enfermedad entre la población Venezolana. La Enfermedad de Alzheimer fue el tipo de demencia más común en la cohorte MAS, y la edad y el sexo, así como la APOE-e4, fueron factores de riesgo importantes. El MAS participa en consorcios internacionales de investigación que abordan la disregulación de la presión arterial y las enfermedades oculares, logrando la inclusión de personas de ascendencia hispana en estudios importantes relacionados con la salud. El éxito del MAS ha dependido en parte de la participación continua de la comunidad local, a través de reuniones anuales con investigadores y otras actividades de divulgación. 
Además de su investigación sobre enfermedades relacionadas con el envejecimiento, la doctora Maestre se ha centrado en desarrollar la capacidad para los servicios médicos y la investigación en América Latina y Caribe. Trabajó para establecer la primera clínica de memoria en América Latina y ha desarrollado cursos de capacitación e instalaciones de investigación en Venezuela y Haití, y actualmente está trabajando con científicos en Bolivia. También ayudó a implementar el Programa de Prevención de la Diabetes (DPP) en Venezuela. Este fue el primer programa que en América Latina utilizó el plan de estudios de DPP, que incluye políticas públicas, iniciativas de salud e intervenciones de cambio de comportamiento para personas en riesgo.
Las principales contribuciones de la Dra. Maestre a la ciencia y la medicina hasta la fecha son su trabajo sobre la salud cerebral y el envejecimiento en poblaciones desatendidas, especialmente hispanas, y sus esfuerzos de desarrollo de capacidades que capacitan y establecen a investigadores jóvenes en comunidades latinoamericanas y comunidades hispanas en los EE. UU.

## Premios y reconocimientos
- 1992- Premio Stanley Cobb, Sociedad de Neurología de Boston
- 1992- Premio Investigador Joven, III Congreso Internacional de la Enfermedad de Alzheimer, Pádova (Italia)
- 1993- Premio Presidencial, VII Encuentro Internacional de Microscopía de Barrido, Los Ángeles, Estados Unidos
- 1997- Mejor Trabajo Científico en Psiquiatría, VIII Encuentro Científico de la Facultad de Medicina, Universidad del Zulia, Venezuela
- 1998- Reconocimiento al Mérito Científico, Universidad del Zulia, Venezuela
- 2000- Premio Bruce S. Schoenberg, Academia Estadounidense de Neurología[12]
- 2006- Reconocimiento a la Trayectoria Científica, Orden San Sebastián, Alcaldía de la Ciudad de Maracaibo, Venezuela
- 2012- Máxima Distinción, Universidad Nacional Mayor de San Marcos, Lima, Perú
- 2012- Certificado de Investigación en Vida, Academia de Neurociencias del Perú, Lima, Perú
- 2018- Máxima Distinción por la Vida en las Ciencias, Instituto Boliviano de Neurociencia Cognitiva, Santa Cruz de la Sierra, Bolivia
- 2019-Premio a la excelencia en investigación, Universidad de Texas Valle del Río Grande, Edinburg, Texas[13][14]
- 2020- Reconocimiento por apoyar la salud de los Mexicanos, Consulado de México en Brownsville, Brownsville, Texas

## Publicaciones

### Artículos de revistas revisados por pares

#### Artículos seleccionados en los que Maestre es el primer o autor responsable.
- 1992- Cell Surface Extensions Associated with Overexpression of Alzheimer Beta/A4 Amyloid[15]
- 1993- The Apolipoprotein Epsilon 4 Allele in Patients with Alzheimer's Disease[16]
- 1994- Intercellular Interactions in PC12 Cells Overexpressing Beta/A4 Amyloid[17]
- 1995- Apolipoprotein E and Alzheimer's Disease: Ethnic Variation in Genotypic Risks[18]
- 2002- The Maracaibo Aging Study: Population and Methodological Issues[7]
- 2008- Alzheimer's Disease and Vascular Dementia in Developing Countries: Prevalence, Management, and Risk Factors[19]
- 2009- Prevalence of Dementia in Latina America: a Collaborative Study of Population-Based Cohorts[20]
- 2017- Reduction of Cognitive Decline in Patients with or at High-Risk for Diabetes[21]
- 2018- Incidence of Dementia in Elderly Latin Americans: Results of the Maracaibo Aging Study[8]
- 2018- Risk Factors for Orthostatic Hypotension: Differences Between Elderly Men and Women[22]
- 2018- Optic Neuropath and Congenital Glaucoma Associated with Probably Zika Virus Infection in Venezuelan Patients[23]
- 2019- Noise-Tolerant Modular Neural Network System for Classifying ECG[24]
- 2020- Mobile Personal Healthcare System for Non-Invasive, Pervasive and Continuous Blood Pressure Monitoring: A Feasibility Study[25]

#### Artículos adicionales se localizan en
- Gladys Maestre- Google Scholar [26]
- Gladys Maestre- ResearchGate [27]

### Libros
- 2007- The Hidden Face of Alzheimer's Disease [El Rostro Oculto del Alzheimer]
- 2011- Practical Guide of Caregiving of Elderly at Home [Guía Practica para el Cuidado de los Mayores en el Hogar][28]
- 2013- Challenging Forgetfulness: A Manual with Cognitive Stimulation Excerises for Adults [Desafiando los Olvidos: Manual con Ejercicios de Estimulacion Cognitiva Para Adultos][29]

### Capítulos de Libros
- 1996- Ethnic Variation in the Association Between APoE-Ԑ4 and Alzheimer's Disease: A Follow-Up Study. Research and Perspectives in Alzheimer's Disease: APoE and Alzheimer's Disease[30]
- 2008- Caregiving for the Patient with Alzheimer's Disease and Other Dementias. How to Educate and Motivate the Caregiver? [Cuidados de los Pacientes con la Enfermedad de Alheimer y Otras Demencias ¡Como Educar y Motivar al Cuidador?]
- 2011- The Hidden Face of Dementia in Santa Lucia
- 2017- Huntington's Disease-Related Dementia [Demencia Asociada a la Enfermedad de Huntington]
- 2019- Emerging Technology for Students with Intellectual Disability[31]